# Chronologie de l'invasion de l'Ukraine par la Russie (septembre 2023)
Pour un article plus général, voir Invasion de l'Ukraine par la Russie.
Cet article fait partie de la chronologie de l'invasion de l'Ukraine par la Russie et présente une chronologie des événements clés de ce conflit durant le mois de septembre 2023.
Pour les événements précédents, voir Chronologie de l'invasion de l'Ukraine par la Russie (août 2023).
Pour les événements suivants, voir Chronologie de l'invasion de l'Ukraine par la Russie (octobre 2023).

## Chronologie des évènements

### 1erseptembre
S'appuyant sur des images satellite du pont de Crimée, le ministère de la Défense britannique indique que les Russes « combinent des éléments de défense passive comme des générateurs de fumée et des barrières sous-marines, ainsi que des mesures de défense actives telles que des systèmes de défense aérienne, pour maintenir la sécurité de cet axe qui relie la Russie à la péninsule annexée de Crimée. Ces images satellite montrent que les forces russes ont coulé des barges près du pont du détroit de Kertch, probablement pour empêcher les drones maritimes ukrainiens de frapper ».
La Russie affirme avoir déjoué une nouvelle attaque nocturne de drones près de Lioubertsy, dans l'oblast de Moscou, à Kourtchatov dans l'oblast de Koursk et près de la frontière dans l'oblast de Briansk.
Le ministre ukrainien des Infrastructures, Oleksandr Koubrakov annonce que « les vraquiers Anna-Theresa, battant pavillon du Liberia, et Ocean-Courtesy  sous pavillon des Iles Marshall ont quitté le port de Pivdennyi et empruntent le couloir maritime établi par Kyïv, malgré les menaces russes de représailles contre ces bateaux ».

### 2 septembre
Le général ukrainien Oleksandr Tarnavsky indique que les troupes ukrainiennes sont désormais entre la première et la deuxième ligne défensive dans la conquête de territoires près de Zaporijjia.

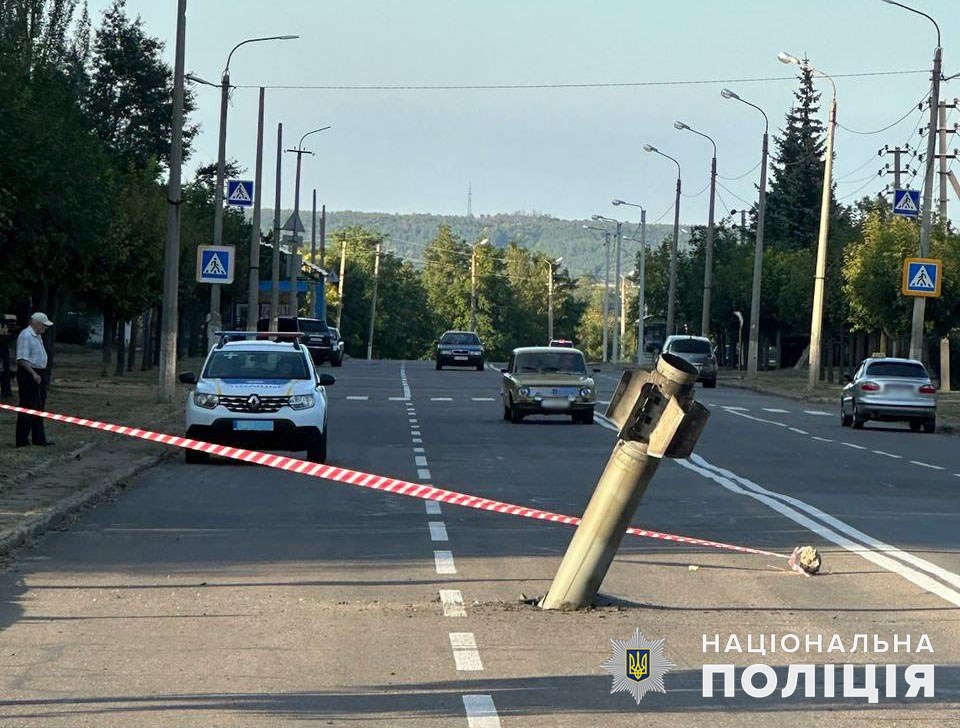
Kramatorsk, après un bombardement. Une roquette Grad MLRS coincée sur la chaussée près d'un immeuble résidentiel.

### 3 septembre
Des drones russes attaquent le port de Reni situé sur le Danube, oblast d'Odessa, à la frontière de la Roumanie.

### 4 septembre
La vice-ministre de la Défense ukrainienne, Hanna Maliar  revendique 3 km2 gagnés sur le front sud et près de Bakhmout, en une semaine.
Le ministre de la Défense ukrainien, Oleksii Reznikov, remet sa démission.
Le gouverneur de l'oblast d'Odessa, Oleh Kiper (uk) indique : « Dix-sept drones ont été abattus par nos forces de défense aérienne (…). Dans plusieurs localités du raïon d'Izmaïl, des entrepôts et des bâtiments de production, des machines agricoles et des équipements d’entreprises industrielles ont été endommagés »
La Russie affirme avoir détruit en mer Noire quatre vedettes militaires rapides comptant à leur bord des soldats ukrainiens.

### 5 septembre
Le Président Volodymyr Zelensky a visité des brigades qui combattent dans la zone de Bakhmout.
Les autorités russes annoncent avoir détruit 4 drones dans l'oblast de Kalouga, l'oblast de Tver, en Russie, et en Crimée,.

### 6 septembre
Les russes bombardent un marché à Kostiantynivka avec un missile balistique S-300, faisant 17 morts,,
Le chef de l'administration prorusse de Zaporijjia, Ievhen Balytsky indique que « L’armée russe a abandonné tactiquement Robotyne, car rester sur une surface nue alors qu'il n’y a aucun moyen de s’enterrer complètement, en général, ne semble pas conseillé. L'armée russe s'est repliée sur les collines ».
Le secrétaire d'État américain, Antony Blinken, est en visite officielle à Kyïv.

### 7 septembre
L'Ukraine développerait plusieurs nouvelles armes, comme les drones AQ 400 Scythes construits par One Way Aerospace le Bober (drone), l'UJ-22,, des drones australiens, en carton, Corvo PPDS où des missiles de croisière comme le R-360 Neptune.
Le gouverneur russe de l'oblast de Briansk, Alexandre Bogomaz, annonce qu'une attaque de drone contre une installation industrielle à Briansk a mis un bâtiment en feu.
Pour la quatrième fois en cinq jours, l'oblast d'Izmaïl est attaqué par des drones Shahed 131 iraniens durant trois heures.

### 8 septembre
La France condamne « les prétendues élections dénuées de toute légitimité qui se tiennent dans des territoires que la Russie occupe illégalement, organisées par la Russie en territoire ukrainien, et notamment dans la République autonome de Crimée et la ville de Sébastopol, ainsi que dans les régions de Donetsk, de Louhansk, de Zaporijjia et de Kherson »,.

### 9 septembre
José Manuel Albares affirme que trois ressortissants espagnols ont été touchés dans le véhicule de l'ONG Road to relief près de Bakhmout. Emma Igual et Anthony Ihnat ont été tués lors de cette attaque affirme le ministère de la Défense ukrainien,,,.
Selon le chef du renseignement de la défense de l'Ukraine, Vadym Skibitskyi, la Russie a déployé plus de 420 000 soldats dans les zones occupées dans l'est et le sud de l'Ukraine.

### 10 septembre
Le général ukrainien Oleksandr Tarnavsky affirme « que ses troupes ont progressé de plus d’un kilomètre dans la région méridionale de Zaporijjia, dans le secteur de Tavria (uk), à une vingtaine de kilomètres au nord-ouest de Tokmak en éliminant 72 occupants, en blessant 149 et en ont capturé 5 autres ».

### 11 septembre
Kyïv annonce que les Forces spéciales ont repris les Vichki Boïka, plateformes pétrolières et gazières en Mer Noire. tout en repoussant et endommageant un Su-30.

### 13 septembre
Dans la nuit du 13 septembre, le chantier naval de Sébastopol est touché par une frappe de missiles SCALP-EG tirée par les Forces armées ukrainiennes. À la suite de l'attaque, deux bâtiments en cale sèche, le sous-marin B-237 Rostov-sur-le-Don et le navire de débarquement Minsk, sont gravement endommagés,.

### 14 septembre
Les forces ukrainiennes ont détruit une batterie de défense antiaérienne S-400 "Trioumf" située dans les environs d'Eupatoria en Crimée,,.

### 15 septembre
L'armée ukrainienne indique « mener une offensive dans la direction de Melitopol, et des opérations offensives dans la zone de Bakhmout et avoir visé un poste de commandement, trois systèmes de missiles antiaériens, cinq systèmes d'artillerie et un dépôt de munitions russe ».
| Chars \| 648                                                  |
| Véhicules blindés de combat \| 326                            |
| Véhicules de combat d'infanterie \| 747                       |
| Véhicules blindés de transport de troupes \| 344              |
| Véhicules blindés de haute protection contre les mines \| 157 |
| Véhicules de transport de troupes \| 370                      |
| Postes de commandement et postes de communication \| 17       |
| Véhicules et équipements du génie \| 81                       |
| Systèmes de missiles antichars automoteurs \| 21              |
| Véhicules et équipements de soutien d'artillerie \| 23        |
| Artillerie tractée \| 159                                     |
| Artillerie automotrice \| 215                                 |
| Lance-roquettes multiples \| 50                               |
| Canons antiaériens \| 4                                       |
| Canons antiaériens automoteurs \| 7                           |
| Systèmes de missiles sol-air \| 128                           |
| Radars et équipements de communication\| 77                   |
| Moyens de brouillage radar \| 4                               |
| Aéronefs \| 71                                                |
| Hélicoptères \| 35                                            |
| Drones de combat \| 25                                        |
| Drones de reconnaissance \| 165                               |
| Trains logistiques \| -                                       |
| Camions, autres véhicules dont tout-terrain \| 746            |
| Navires de guerre \| 27,                                      |

### 16 septembre
« Les autorités russes installées en Crimée ont déclaré en février qu'elles avaient nationalisé environ 500 propriétés en Crimée, dont certaines appartenaient à de hauts responsables politiques et à des hommes d’affaires ukrainiens. Ainsi elles prévoient de vendre une centaine de propriétés ukrainiennes, dont une appartenant au président ukrainien, Volodymyr Zelensky ».
L'Ukraine annonce que « les cargos Resilient Africa et Aroyat ont confirmé qu’ils étaient prêts à emprunter la route vers le port de Tchornomorsk, oblast d'Odessa, pour charger près de 20 000 tonnes de blé à destination de l'Afrique et de l'Asie »,.
Le service de sécurité ukrainien (SBU) annonce qu'un drone de surface Sea Baby avait endommagé, la veille, la corvette russe lance-missiles Samoum, classe Bora, dans la baie de Sébastopol, Crimée. À la suite de cette attaque trois grands navires de débarquement russes ont été transférés de la mer Noire à la mer d'Azov,,.

### 17 septembre
L'Institut pour l'étude de la guerre rapporte que les forces ukrainiennes « ont progressé au sud de Rozdolivka (uk) (13 kilomètres au nord-est de Bakhmout) et au nord de Klichtchiïvka, (6 kilomètres au sud-ouest de Bakhmout) ». L'Institut ajoute que les « Ukrainiens ont progressé le long des positions défensives russes à l'ouest de Robotyne (10 kilomètres au sud d'Orikhiv) et que l'infanterie ukrainienne a progressé le long d'une série de positions défensives russes immédiatement à l'ouest de Verbove (18 kilomètres au sud-est d'Orikhiv), mais qu'elle n'a probablement pas gardé le contrôle de ces positions ».
Le Régiment d'assaut « Tsunami » de la brigade d'assaut de la police nationale « Rage », ainsi que la 80e brigade d'assaut aérien et la 5e brigade d'assaut, libèrent Klichtchiïvka, raïon de Bakhmout.

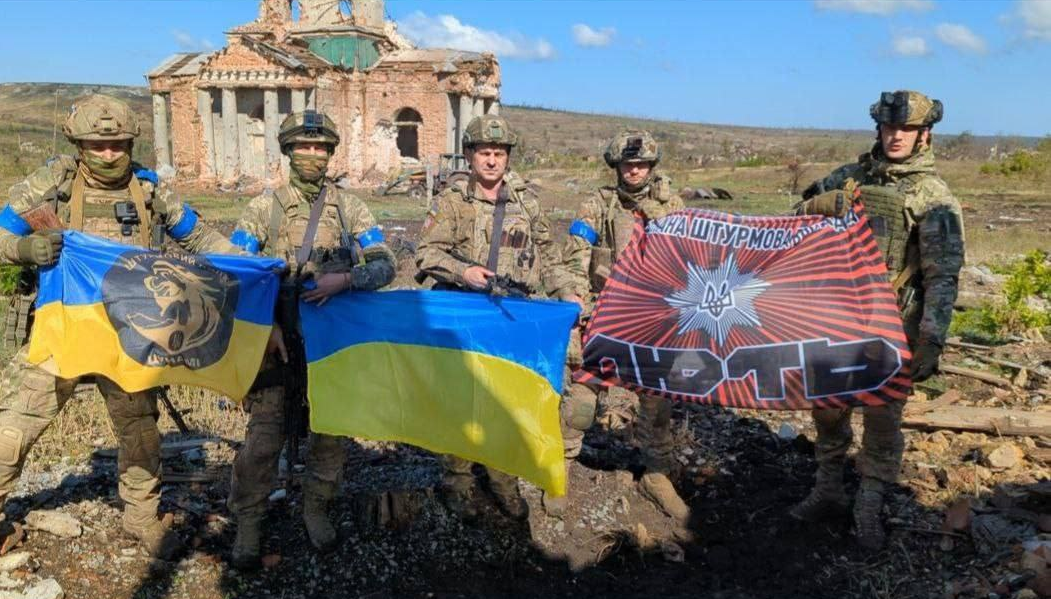
Soldats du Régiment d'assaut « Tsunami » de la brigade « Rage » déploient leurs drapeaux devant l'église de l'Intercession, à Klichtchiïvka libérée
- la revendication de la liberation de Klichtchiïvka par les trois brigades ayant participé aux combats
- Le village de Klichtchiïvka après les combats

### 18 septembre
L'Ukraine affirme avoir détruit 18 Shahed-136/131 iraniens et 17 missiles de croisière, X-101/X-555/X-55, lancés par huit bombardiers russes depuis la région de Volgograd située dans le sud-ouest de la Russie .
« Le ministère de la Défense britannique estime le déploiement de 10 000 parachutistes russes autour du village de Robotyne ».
Alekseï Koulemzine, maire de Donetsk, signale plusieurs explosions dans le centre de Donetsk
Le renseignement militaire ukrainien affirme qu'un raid contre la base aérienne de Chkalovsky, près de Moscou, avait endommagé ou détruit un avion de ligne Antonov An-148, un Iliouchine Il-20 et un hélicoptère Mil Mi-28 du 354e régiment d'aviation,.

### 19 septembre
Le cargo Resilient-Africa, quitte le port de Tchornomorsk, oblast d'Odessa, avec trois mille tonnes de blé à son bord, et se dirige vers le détroit du Bosphore.

### 20 septembre
L'Ukraine dit avoir abattu dix-sept drones des vingt-quatre drones Shahed lancés par les forces russes dans la nuit, tandis que la Russie affirme avoir abattu 19 drones ukrainiens au-dessus de la mer Noire et de la Crimée,
Viatcheslav Gladkov, le gouverneur de la région de Belgorod (ru), affirme que les villages de Popovka (ru), Maksimovka (ru) et Bershakovo (ru) ont été bombardés.

### 21 septembre
À Olenivka, ville occupée de l'oblast de Donetsk, l'agence Tass indique qu'un centre de communication russe a été détruit,

### 22 septembre

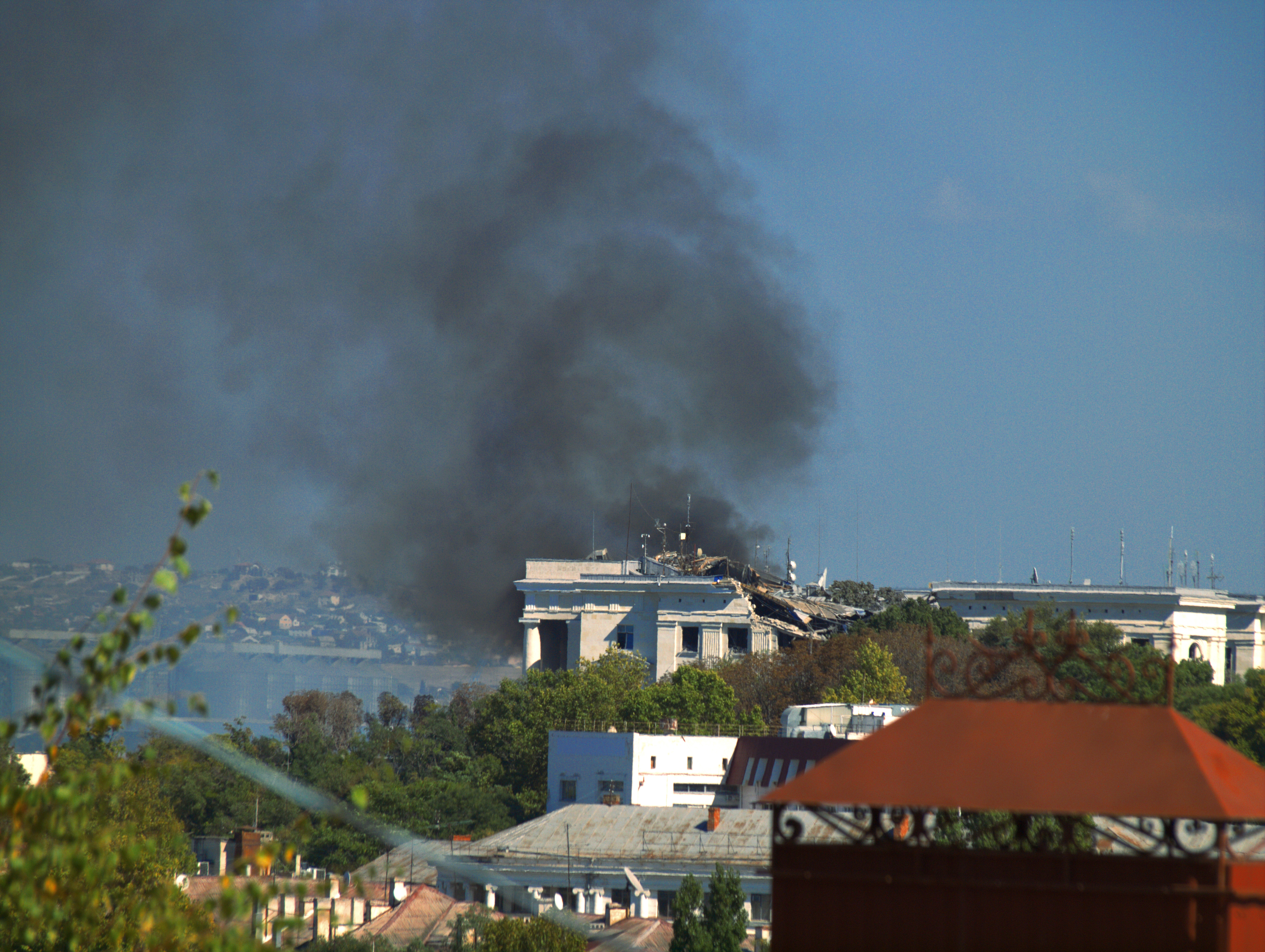
Dommages causés par des missiles de croisière au bâtiment du quartier général de la flotte de la mer Noire à Sébastopol, Crimée

Le QG de la flotte russe en Mer Noire est touché par une frappe ukrainienne qui détruit partiellement le bâtiment. L'Ukraine affirme que de hauts commandants de la flotte russe ont été tués lors de l'attaque.
Le vraquier Aroyat, battant pavillon des Palaos, chargé de plusieurs milliers de tonnes de blé ukrainien quitte le port de Tchornomorsk, situé au sud d'Odessa, pour se rendre en Égypte.

### 23 septembre
L'état-major de l'armée ukrainienne indique « poursuivent l'offensive sur le front de Zaporijjia, près de Verbove, poussant les russes à abandonner leurs positions ».
Le gouverneur de Sébastopol, Mikhaïl Razvojaïev, affirme que la défense antiaérienne russe a abattu au moins deux missiles et que des débris sont tombés dans la baie de Sébastopol.

### 24 septembre
Le gouverneur de la région de Koursk (ru), Roman Starovoït, indique qu'un bâtiment administratif a été endommagé par une attaque de drone. Le média ukrainien Hromadske.TV indique qu'un dépôt pétrolier situé à proximité de la base aérienne Khalino était pris pour cible,.
Le vraquier Aroyat, battant pavillon des Palaos, chargé de plusieurs milliers de tonnes de blé ukrainien qui avait quitté le port de Tchornomorsk, le 22 septembre est arrivé à Istanbul, Turquie.

### 25 septembre
L'armée ukrainienne annonce la mort de Viktor Nikolaïevitch Sokolov et de 34 officiers ; ces morts sont survenues durant l'attaque sur le quartier général de la flotte russe à Sébastopol, le 22 septembre.
Le gouverneur de Sébastopol, Mikhaïl Razvojaïev, affirme que la défense antiaérienne a abattu un missile ukrainien près de l'aérodrome de Belbek, desservant la ville de Sébastopol, et plus largement la Crimée,.
Trois offensives ukrainiennes sont lancées à partir de Robotyne, l'une en direction de Novoprokopivka, raïon de Polohy, dans l'oblast de Zaporijjia, une deuxième à l'ouest de Verbove (raïon de Polohy) et enfin la troisième au nord de la même localité.

### 26 septembre
La chaîne Hromadske.TV et la Ukrayinska Pravda annoncent qu'une roquette d'Himars a détruit un poste de commandement du 24e régiment de la 70e division de fusiliers motorisés, dans la partie occupée de l'oblast de Kherson tuant huit officiers russes et en blessant sept autres.

### 27 septembre
L'armée ukrainienne rapporte que d'anciens membres du groupe Wagner ont été recrutés par des sociétés de sécurité privées dépendantes du ministère de la Défense russe et envoyés pour reprendre les positions perdues à Bakhmout.

### 28 septembre
L'Institut pour l'étude de la guerre indique que les forces ukrainiennes ont progressé près d'Orikhovo-Vassylivka (uk), situé à 10 kilomètres au nord-ouest de Bakhmout
La Russie affirme avoir repoussé une attaque d'un groupe de sabotage ukrainien infiltré dans les villages de Staroselye (ru) et Terebreno situés dans la zone frontalière de l'oblast de Belgorod
Selon les services de renseignement britanniques, les forces de défense aérienne russes ont très probablement abattu l'un de ses Su-35S Flanker M, au-dessus de Tokmak,  oblast de Zaporijjia.

### 29 septembre
La légion Liberté de la Russie, indique avoir passé une journée dans la région de Belgorod, faisant subir aux forces russes des pertes humaines et matériel
Une frappe particulièrement meurtrière sur une colonne de voitures de civils non loin de la limite entre la zone ukrainienne et la zone occupée de la région de Zaporijjia fait au moins 30 morts
Le gouverneur de l'oblast de Koursk (ru) Roman Starovoït indique qu'« un drone ukrainien a largué deux engins explosifs sur un poste électrique à Belaïa, oblast de Koursk, en Russie, situé à 25 kilomètres de la frontière russo-ukrainienne ».

### 30 septembre
Le ministère de la Défense russe annonce « la conscription pour le service militaire russe, qui commence le 1er octobre, inclut pour la première fois les territoires annexés à l'Ukraine Louhansk, Donetsk, Kherson et Zaporijjia. Ainsi les hommes âgés de 18 à 27 ans (30 ans à partir du 1er janvier 2024), ont l'obligation de s'inscrire pour ce service militaire d'un an ».
La Marine ukrainienne annonce avoir mené, avec succès, une opération menée par l'unité des Forces spéciales « Angels » de la Marine, suppléée par un détachement d'assaut aéroporté qui a fourni un feu de couverture pendant l'extraction de deux opérateurs d'assaut aéroportés qui avaient été piégés et forcés de se cacher dans le territoire occupé par la Russie pendant plus d’un an et demi après avoir été blessés.

### Octobre 2023
Pour les événements suivants, voir Chronologie de l'invasion de l'Ukraine par la Russie (octobre 2023).